# Psycholingvistika
Psycholingvistika (občas také v anglické literatuře nazývaná i psychologie jazyka) je vědní obor, který se zabývá vztahem jazyka a vědomí (či restriktivněji myšlení). Je to do značné míry obor interdisciplinární (z názvu je jasný vliv psychologie a lingvistiky, nicméně psycholingvistika zahrnuje celou řadu dalších disciplín, jako například kognitivní vědu, sociologii, neurologii a jiné). Studuje mentální aspekty jazyka. Mezi hlavní otázky psycholingvistiky patří rozumění a produkce řeči, rozvoj řeči u dětí, učení a používání cizího jazyka či mentální a neurobiologická reprezentace jazyka.

## Historie psycholingvistiky
Vznik psycholingvistiky jako samostatné disciplíny se datuje do roku 1951[zdroj⁠?!], kdy psychologové J. W. Gardner a J. B. Carroll zorganizovali na Cornellově univerzitě seminář, kterého se zúčastnili především psychologové a lingvisté. Hlavním tématem byly psychologické problémy osvojování cizích jazyků. Mnozí připisují vznik a zejména rozšíření psycholingvistiky i psychologovi C. E. Osgoodovi a lingvistovi T. A. Sebeokovi, kteří v roce 1954 vydali sborník prací týkajících se oboru.
Psycholingvistika je od svého počátku značně interdisciplinární obor. Vyvinul se v 50. letech na poznatcích ze tří hlavních oblastí: lingvistický základ oboru poskytla strukturální jazykověda, z psychologického hlediska obor ve svých počátcích čerpal zejména z behaviorismu, který měl historicky v americké psychologii dominantní postavení. Třetím zdrojem pak byla v té době nová vědní disciplína zabývající se způsoby přenosu a kódování informace – teorie informace. Celkově se dá vývoj psycholingvistiky rozdělit do čtyř hlavních etap:
1. V první etapě se psycholingvisti pod vlivem teorie informace věnovali zejména zkoumání kódování a dekódování. Jazyk zkoumali pomocí kvantitativních metod, statistiky a pravděpodobnostních modelů. Tato etapa byla dominantní v 50. letech. V průběhu dekády se však význam dvou ze základních pilířů psycholingvistiky výrazně snížil a třetí – behaviorismus se ocitl v centru kritiky Noama Chomskeho.
2. Druhá etapa vývoje psycholingvistiky, kterou lze zhruba datovat do období 60. let, byla velmi výrazně ovlivněna myšlenkami Noama Chomskeho. Ten přišel s myšlenkou vrozené jazykové schopnosti, která byla zcela v rozporu s tezí behavioristů. Podle nich je totiž jazyk plně formován prostředím a vzniká mechanismy jako například imitace. Chomsky také představil svůj model generativní gramatiky. Výzkum v oblasti se tedy logicky soustředil na ověření modelu, který Chomsky navrhl. Zkoumal se především způsob, jakým si děti osvojují jazyk.
3. Podobně jako druhá etapa vznikla na kritice behaviorismu, třetí etapa zakládá na kritice Chomskyho. Tomu byla vytknutá přílišná fixace na gramatiku a nezohledňování kontextu či základních komunikačních funkcí jazyka. Vznikl nový obor lingvistiky, tzv. pragmalingvistika, která se věnovala především kontextu a pragmatickým okolnostem komunikace. Tato etapa trvá přibližně od 60. let.
4. Poslední etapu (přibližně od 70. let) ovlivnila zejména kognitivní psychologie a zkoumá způsob, jakým se informace zpracovávají.

## Oblasti zájmu a hlavní témata psycholingvistiky
Z historického vývoje je zjevné, že v jednotlivých obdobích se zkoumání psycholingvistů ubíralo různým směrem. Jiří Černý v Dějinách lingvistiky na základě názoru několika psycholingvistů zkompiloval seznam 14 tematických okruhů, kterým se psycholingvistika věnuje. Ovšem 6 z nich sám považuje spíše za okrajové, resp. spadající spíše do zkoumání jiného oboru. Mezi základní témata patří jazyk malých dětí, osvojování druhého jazyka a bilingvismus, teorie řečové činnosti a pragmatika, neurolingvistika, patologie řeči a zkoumání afázií, textová lingvistika, kognitivní věda a paměť. Jak je z názvu jednotlivých tematických okruhů vidět, psycholingvistiku je možné pojmout velmi široce. Mnohé z tematických oblastí na tomto seznamu mohou být považovány za samostatné obory (například neurolingvistika nebo textová lingvistika jsou častokrát považovány za samostatné obory). Většina učebnic se shodne na čtyřech základních tématech, které jsou ve středu zkoumání psycholingvistiky:
- Osvojování mateřského jazyka malými dětmi
- Učení se druhému jazyku a bilingvismus
- Jazyková produkce
- Jazyková percepce a porozumění

### Osvojování mateřského jazyka dětmi
Osvojování mateřského jazyka je přirozený proces učení se mateřského jazyka dítětem. Dětská řeč je pro psycholingvisty velmi zajímavé téma, protože se zdá, že navzdory značné komplexitě jazykového systému, se všechny děti na světě (s předpokladem dobře fungující nervové soustavy a vystavení nějakému jazyku) dokážou naučit používat jazyk. Složitá gramatická pravidla zvládají velmi uspokojivě a ve srovnání například s matematikou i velmi rychle. Navíc se zdá, že všechny děti na celém světě (tedy bez ohledu na mateřský jazyk) zvládají osvojení jazyka ve stejné posloupnosti stádií, a přestože je délka jednotlivých stádií značně individuální, v průměru trvají také přibližně stejně.
První etapou, kterou novorozenci procházejí, je tzv. broukání (anglicky cooing), které zahrnuje různé zvuky. Dítě si v tomto období nacvičuje artikulaci celého spektra hlásek a zvuky nejsou omezené na mateřský jazyk. Tato etapa trvá přibližně od 2 do 6 měsíců života. Druhá etapa se objevuje kolem půl roku života a nazývá se žvatlání (anglicky babbling). V rámci tohoto období produkují děti hlásky charakteristické pro jejich jazykové prostředí a schopnost artikulovat zvuky, které se v rodném jazyce nenacházejí, se začíná vytrácet. Následuje fáze, ve které děti začnou produkovat svá první slova, zatím jen izolovaně. Vyskytuje se nejdříve od 8. měsíce života. Ve čtvrté fázi děti začínají kombinovat slova do dvou až tříslovních frází a používají tzv. telegrafickou řeč. Základní dospělá struktura vět se objevuje přibližně kolem 4. roku života.
V procesu osvojování mateřského jazyka se děti samozřejmě dopouštějí chyb. Zajímavým jevem je zejména omyl přílišného rozšiřování (tzv. overextension error), při kterém děti příliš rozšíří význam. Příkladem může být pojmenování všech mužů v okolí jako „táta“. Existují dvě hlavní hypotézy, proč tento typ chyby vzniká. Podle hypotézy znaků si děti vybírají pro definici pojmu jen určitý, velmi omezený soubor, charakteristických znaků a ostatní zanedbají. Funkční hypotéza zase tvrdí, že děti se nejprve učí slova popisující pro ně důležité účely či funkce (například lampa svítí a tedy to, co svítí, je lampa). Další typickou a lingvisticky zajímavou chybou je hypergeneralizace, která se týká výjimek z gramatických pravidel jazyka. V období, kdy dítě začíná spojovat slova do jednoduchých frází většinou děti nemají problém s nepravidelnými tvary. Avšak po krátkém čase začnou nadměrně používat naučené gramatické pravidlo (například odvození singuláru lid od plurálu lidé). Trvá poměrně dlouho (přibližně do školního věku), než děti začnou opět používat správné tvary. Jedno z vysvětlení původu tohoto typu chyby poskytl Steven Pinker. Na začátku dítě zná jenom malý počet slov a proto se nepravidelné tvary umí bez problému naučit nazpaměť. Pak však přijde období prudkého nárůstu lexikonu, tzv. slovní exploze a dítě se jen postupně učí, kdy pravidlo použít a kdy je potřeba nepravidelný tvar.
Jednou z otázek, která týká téměř všech témat psycholingvistiky, je do jaké míry je osvojování jazyka dědičné a do jaké míry je pod vlivem prostředí. Zastánci vlivu prostředí připouštějí tři základní formy učení – imitaci, modelování a podmiňování. Tento přístup však velmi neuspokojivě vysvětluje různé jevy, například kreativitu, kterou děti při používání jazyka projevují. Noam Chomsky přišel s myšlenkou vrozeného modulu na osvojování jazyka (LAD – Language Acquisition Device). Jeden z argumentů podporujících existenci vrozené predispozice dětí na naučení se jazyku je relativní rychlost, s níž se mu v porovnání s jinými typy úkolů učí. Navýše se děti jazyku učí přirozeně, aniž by je někdo k tomu cílevědomě vedl. Podle teorie parametrů, jejímž autorem je opět Noam Chomsky, se lidé rodí s jakýmsi modulem, který představuje soubor všeobecných principů a parametrů. Ten umožňuje osvojování gramatiky. Samotné učení se spouští až při vystavení jedince konkrétním jazykovým datům, podle kterých si upravuje parametry na konkrétní jazyk. Podle Chomskyho je osvojování jazyka spíše než proces učení procesem zrání.
V současnosti se většina psycholingvistů přiklání k názoru, že člověk má sice vrozenou predispozici k osvojení si jazyka, ale je nutná jazyková stimulace z prostředí k vytvoření jazykové znalosti. Dalším z mnoha argumentů podporující model interakce dědičných faktorů a prostředí jsou tzv. kritická období. První kritické období nastává v druhém půlroce života, kdy dítě většinou ztrácí schopnost rozlišovat a produkovat fonémy cizího jazyka, které v mateřském jazyce nemají rozlišovací schopnost. Druhým kritickým obdobím je puberta. Důkazem existence druhého kritického období jsou typicky případy dětí, které nebyly před pubertou vystavena žádnému jazyku a po jejich zařazení do společnosti se jazyk učí jen s velkou námahou.

### Učení se cizímu jazyku a bilingvismus
Osvojování si cizího jazyka je do velké míry odlišná záležitost než osvojování si jazyka mateřského. Závisí přitom na motivaci, stanovené cílové úrovni a věku, v němž učení probíhá. Jedním z rozdílů oproti akvizici mateřského jazyka je, že lidé se mu věnují cílevědomě. Znalost mateřského jazyka může být výhodná v tom, že člověk už chápe abstraktní pravidla používání jazykového systému jako celku. Zároveň však mateřský jazyk může představovat i nevýhodu v tom, že tzv. interferuje s cizím jazykem, tedy struktury specifické pro mateřský jazyka se míchají se systémem cizího jazyka.
Samotné učení se cizího jazyka není proces vrozený a přirozený, ale nepřipomíná ani behavioristickou imitaci. Je založen na analogii, asociaci a opakování. Platí, že se lépe učí ve vazbě na něco známého, v závislosti na jednoduchém pravidle a lépe se učí materiál, který je nějak zorganizován. V tom spočívá i další rozdíl oproti osvojování mateřského jazyka, když je dítě v daném jazykovém prostředí a jazyk, který mu je prezentován není nijak zorganizován a není mu představován po menších celcích. Věk je podobně jako u mateřského jazyka důležitý. Při prvním kritickém období děti ztrácejí možnost plně rozlišovat a produkovat fonémy, které se nenacházejí v jejich mateřském jazyce. Po překonání druhého kritického období již lidé neumí zvládnout cizí jazyk na úrovni rodilého mluvčího.
Bilingvismus je jev, při kterém u jedince současně existují dva různé jazykové systémy. Rozlišujeme přitom biligvalizmus individuální (například děti ze smíšených manželství, které jsou vystaveny oběma jazykům) a kolektivní (vzniká na geografickém území, kde žijí dvě jazykové skupiny). Někteří autoři požadují, aby oba jazyky byly zvládnuté dokonale, jiní autoři tvrdí, že taková situace nikdy nemůže nastat a vždy je jeden z jazyků silnější. Často dochází k jevu, kdy jedinec používá jeden jazyk jen v určitých situacích a druhý zas v jiných.

### Řečová produkce
Produkce mluvy je proces kódování pojmových obsahů do uspořádaného sledu jazykových prostředků. Zjednodušeně řečeno, při produkci se snažíme verbalizovat myšlenku, kterou chceme vyjádřit. Tento proces značně závisí na formě, účelu, pragmatického záměru, počtu recipientů projevu a dalších faktorech.
Na to, aby celý proces začal, musí existovat motivace vyjádřit myšlenku. Mluví se o tzv. intenci, která je čistě psychologickou záležitostí. Z psycholingvistického hlediska má celý proces produkce tři hlavní fáze: konceptualizaci, formulaci a artikulaci. V rámci konceptualizace je vytvořena kognitivní reprezentace toho, co chceme vyjádřit a probíhá výběr lexikálních prostředků z mentálního lexikonu. Při formulaci nastává plánování gramatického rámce a následně probíhá fonologické kódování. Hovoří se o tzv. linearizaci, tedy uspořádání vybraných lexikálních prostředků syntakticky správně podle zvolené větné struktury. Až nakonec nastane artikulace, tedy vlastní (fyzikální) pronesení mluvy. Po samotné produkci většinou sledujeme odezvu od komunikačního partnera. Rovněž probíhá proces vlastního monitorování, který se snaží detekovat chyby a podle možností je opravit. Výsledná věta by však měla podléhat gramatickým pravidlům, proto jsou možnosti průběžné opravy omezené. Většinou jim předchází pauza.
Samotný výzkum produkce řeči probíhá dvěma hlavními způsoby – studiem afázií (metoda typická pro neurolingvistiku) a studiem typických chyb při produkci, tedy přeřeknutí. Přeřeknutí je odchylka od zamýšlené výpovědi u zdravých lidí, kteří dobře ovládají daný jazyk. Za předpokladu, že při tomto typu chyby funguje celý systém bez problémů a samotné přeřeknutí signalizuje pouze izolovanou jednorázovou chybu v nějakém subsystému, nám mohou chyby napovědět o průběhu produkce. Podle výzkumů se zdá, že přeřeknutí nejsou náhodná. Lze je kategorizovat na záměnu slov, záměnu hlásek, záměnu kořenových morfémů, chybný výběr slov či kontaminaci. Studium jednotlivých typů přeřeknutí ukazuje, že tyto chyby vycházejí z formální či obsahové podobnosti jednotek. Možnost přeřeknutí na základě formální podobnosti slov napovídá, že jazykový systém má pravděpodobně možnost přistupovat k lexikálním jednotkám bez ohledu na obsah. Také to může naznačovat, že náš lexikon se skládá nejméně ze dvou zásobníků – jeden uspořádaný formálně a druhý obsahově.
Výzkum a teorie jazykové produkce zaostává v počtu teoretických a výzkumných prací za oblastí jazykové percepce a to i přesto, že výsledný efekt (samotná produkce) se dá snáz monitorovat. Jedno z vysvětlení je, že manipulace při jazykové percepci je znatelně jednodušší. Otázky, kterým se psycholingvisti v této oblasti v současnosti věnují jsou například: Jaké reprezentační struktury jsou použity? Děje se kódování v jednotlivých modulech sekvenčně nebo paralelně? Jaký vliv má kontext?

### Řečová percepce a porozumění
Řečová percepce je proces vizuálního či orálního vnímání a dekódování. Jazyková percepce není řízena pouze samotnými vstupními daty, ale i kontextem či znalostmi o světě uloženými v dlouhodobé paměti příjemce. Při řečové percepci je nutné překonat několik problémů a asi prvním z nich je koartikulace. Při běžné výslovnosti vyslovujeme souvisle a na fyzikální reprezentaci vnímaného signálu není většinou zřetelné, kde jsou hranice slov či vět. Je to způsobeno tím, že artikulace sousedních hlásek se ovlivňuje – během artikulace hlásky předchozí se mluvidla připravují na artikulaci hlásky následující a proto je přechod mezi dvěma hláskami většinou plynulý. Slova a věty se však skládají z různých segmentů, které na interpretaci vstupních dat potřebujeme identifikovat. Jednotlivým segmentům musíme přiřadit význam a podrobit je syntaktické analýze. Syntaktická analýza může být o to problematičtější, že vnímaný signál přijímáme v pořadí, v jakém přijde (tj. zleva doprava), přičemž jsme limitováni kapacitou krátkodobé paměti.
Typická chyba při percepci a porozumění řeči nastává při tzv. interpretačně slepých kolejích (věty typu garden-path). Jedná se o věty, kterých syntaktická struktura při zpracování zleva doprava navádí recipienta k nějaké konkrétní syntaktické interpretaci. Ta je však s ohledem na celou větu nesprávná (většinou o správné interpretaci rozhoduje pár posledních slov). Věty typu garden-path se využívají při zkoumání velikosti a výhradnosti vlivu syntaktických a sémanticko-pragmatických aspektů při syntaktické analýze vět. Podle výzkumu se zdá, že recipient nečeká se syntaktickou analýzou až bude mít k dispozici celou větu a její význam. V každém okamžiku zpracovává větu podle jedné preferované interpretace opírající se spíše o formální aspekty. V okamžiku, kdy člověk narazí na slovo, které se do této interpretace nehodí, se snaží větu znovu analyzovat, ale tentokrát dává jednotlivým segmentům jiný syntaktický význam. Existuje však i mnoho zastánců a důkazů vlivu významu a kontextu na výběr preferované větné struktury. Otázka, do jaké míry o syntaktické analýze rozhodujeme čistě na základě formálních znaků a syntaxe a do jaké míry využíváme význam, kontext a jiné informace je tedy stále nezodpovězena.
Stále není jasné, do jaké míry probíhají jednotlivé kroky sekvenčně či paralelně a zda se při samotném zpracování využívají znalosti uložené v dlouhodobé paměti recipienta, popřípadě kdy se v procesu k těmto znalostem přistupuje. Otázka, která je v této oblasti psycholingvistiky velmi diskutovaná, je, zda parser pracuje autonomně nebo interaktivně. Autonomní parser se skládá z několika modulů, které mezi sebou mají omezenou možnost interakce, během samotného zpracování se nevyužívají znalosti uložené v paměti a zpracování probíhá zdola-nahoru. Naopak u interaktivního parsera je směr zpracování kombinací přístupů zdola-nahoru a shora-dolů, jednotlivé části mezi sebou interagují okamžitě a mají přístup k znalostem o světě.